# Ramfjordmoen forskningsstasjon
Ramfjordmoen forskningsstasjon är en norsk fältstation för forskning inom geofysik utanför Tromsø.
Ramfjordmoen forskningsstasjon drivs av Universitetet i Tromsø och dess Tromsø geofysiske observatorium och  ligger i Ramfjordmoen omkring 20 kilometer söder om Tromsø. Inom forskningsstationens område finns ett antal instrument för att observera de övre lagren i jordatmosfären, inte minst norrsken. Instrumenten ägs och drivs av både Tromsø geofysiske institutt och utomstående, framför allt den internationella forskningsorganisationen EISCAT.
Det första instrumentet i Ramfjordmoen byggdes 1972 och var en MF-radar på 2.78 MHz, vilken mäter vind och turbulens på höjder mellan 60 och 120 kilometer. Denna finansierades av Norge, Japan och Kanada.

## Historik
Ramfjordmoen forskningsstasjon har sina rötter i Norrskensobservatoriet på Haldde, där Kristian Birkeland 1899 grundade ett observatorium för magnetfält, meteorologi och norrsken. Senare inrättades Nordlysobservatoriet i Tromsø under en tid, då Tromsø fortfarande var en mycket liten stad. Vid 1970-talets början hade staden omringat observatoriet vid Prestvannet och därmed stördes dess mätningar. Dessutom behövdes vid denna tid stora ytor för nya stora radioantenner. Ramfjordmoen bedömdes då som en lämplig plats för framtida utbyggnad, och universitetet uppförde där under tidigt 1970-tal fältstationens första instrument.